# Liste der Monuments historiques in Le Plantay
Die Liste der Monuments historiques in Le Plantay führt die Monuments historiques in der französischen Gemeinde Le Plantay auf.

## Liste der Bauwerke
| Bezeichnung      | Beschreibung              | Standort      | Kennzeichnung | Schutzstatus | Datum | Bild           |
| ---------------- | ------------------------- | ------------- | ------------- | ------------ | ----- | -------------- |
| Kirche St-Pierre | Erbaut im 13. Jahrhundert | (Lage)        | PA01000027    | Inscrit      | 2008  | weitere Bilder |
| Turm             |                           | Châtel (Lage) | PA00116611    | Inscrit      | 1991  | weitere Bilder |

## Liste der Objekte
- Monuments historiques (Objekte) in Le Plantay in der Base Palissy des französischen Kultusministeriums